# Phyllophaga polita
Phyllophaga polita är en skalbaggsart som beskrevs av Max Gemminger och Edgar von Harold 1869. Phyllophaga polita ingår i släktet Phyllophaga och familjen Melolonthidae. Inga underarter finns listade i Catalogue of Life.